# 市販競技用原動機付自転車

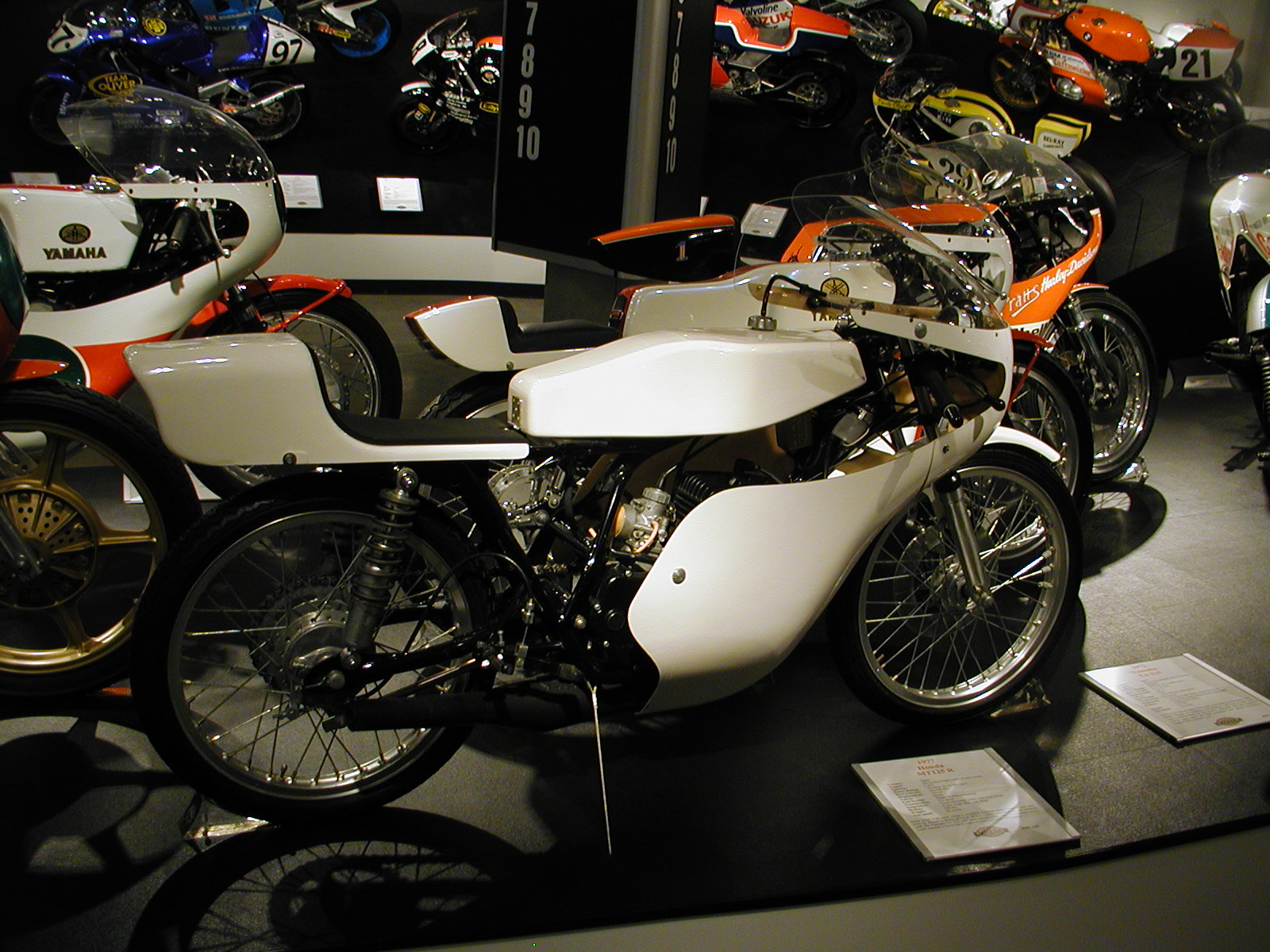
ホンダ・MT125R(RS125Rの前身)

市販競技用原動機付自転車（しはんきょうぎようげんどうきつきじてんしゃ）は、125cc以下の原動機付自転車（第1種及び第2種）を製造販売する輸送用機器製造会社各社が、一般向けに販売する競技用の車輌を示す。主に搭載される内燃機関は、2ストロークエンジンであるが、近年の環境問題の配慮から、4ストロークエンジンに移行されている。尚、この頁では、工場出荷状態で参戦可能な車輌を扱う為、市販車ベースの車輌を扱わない。

## 概要
- レースのカテゴリーを問わず広い範囲で、プライベーターがレース参戦を可能にした車輌を定義とする。
- 常にレース毎に進化を遂げるワークスモデルと違い、市販を前提としたモデルの為、全般的に戦闘力が低い。

## 株式会社ホンダ・レーシング
- Dream50　空冷4ストローク　単気筒50cc
- NSF100　空冷4ストローク　単気筒100cc
- NS50R　水冷2ストローク　単気筒50cc
- NSRmini　水冷2ストローク　単気筒50cc
- RS125R　水冷2ストローク　単気筒125cc

## ヤマハ発動機株式会社
- TZ50　水冷2ストローク　単気筒50cc
- TZ125　水冷2ストローク　単気筒125cc